# Daviesia rhombifolia
Daviesia rhombifolia är en ärtväxtart som beskrevs av Meissner. Daviesia rhombifolia ingår i släktet Daviesia, och familjen ärtväxter. Inga underarter finns listade i Catalogue of Life.